# Ahmed Abid Ali
Ahmed Abid Ali Mohammed, noto anche con lo pseudonimo di Kobi (Baghdad, 18 gennaio 1986), è un calciatore iracheno, centrocampista dell'Al-Talaba.

## Carriera

### Club
Comincia a giocare all'Al-Karkh. Nel 2005 passa all'Al-Zawraa. Nel 2007 viene acquistato dall'Arbil. Nel 2010 si trasferisce al Dohuk. Nel 2011 passa al Baghdad. Nell'estate 2012 si trasferisce all'Al-Zawraa. Nel gennaio 2013 viene acquistato dall'Al-Talaba.

### Nazionale
Ha debuttato in Nazionale l'8 giugno 2007, nell'amichevole Giordania-Iraq (1-1). Ha partecipato, con la Nazionale, alla Coppa d'Asia 2007. Ha collezionato in totale, con la maglia della Nazionale, 16 presenze.

## Palmarès

### Nazionale
- Giochi asiatici: 1

2006
- Coppa d'Asia: 1

2007